# 옥스퍼드 영어 어원 사전
옥스퍼드 영어 어원 사전(The Oxford Dictionary of English Etymology)는 옥스퍼드 대학교 출판부에서 출간한 영어 어원 사전이다.

## 판
- C. T. Onions, G. W. S. Friedrichsen, R. W. Burchfield (1966, 재출판 1983, 1992, 1994) ISBN 0-19-861112-9

OUP:
- 콘사이스 옥스퍼드 영어 사전(The Concise Oxford Dictionary of English language)
  - T. F. Hoad (1986)
  - T. F. Hoad (1993) ISBN 0-19-283098-8
- 영어 어원 사전(An Etymological Dictionary of the English Language)
  - W. W. Skeat (1963) ISBN 0-19-863104-9

## 같이 보기
- 옥스퍼드 영어 사전